# Orthetrum chrysostigma
Orthetrum chrysostigma és una espècie d'odonat anisòpter de la família Libellulidae.

## Descripció
La longitud total de l'adult és de 39 a 46 mil·límetres. La longitud de les ales posteriors és de 27 a 32 mil·límetres.
El cos del mascle és de color blau viu.

## Distribució
Es troba a Algèria, Angola, Benín, Botswana, Burkina Faso, Camerun, República Centreafricana, el Txad, la República Democràtica del Congo, Costa d'Ivori, Egipte, Guinea Equatorial, Etiòpia, Gàmbia, Ghana, Guinea, Kenya, Liberia, Líbia, Malawi, Mali, Mauritània, Marroc, Moçambic, Namíbia, Níger, Nigèria, Senegal, Sierra Leone, Somàlia, Sud-àfrica, el Sudan, Tanzània, Togo, Uganda, Zàmbia, Zimbàbue, i possiblement Burundi així com a les Illes Canàries i Portugal. Ha estat recentment observada a les Illes malteses el 2010.
És una espècie present a Catalunya i a la península Ibèrica.

## Hàbitat
Els seus hàbitats naturals són els boscos tropicals o subtropicals secs i a baixa altitud, la sabana, els matolls subtropicals o tropicals, rius, pantans, llacs, maresmes i fonts.

## Comportament
Els adults s'alimenten de diferents insectes voladors.

## Galeria

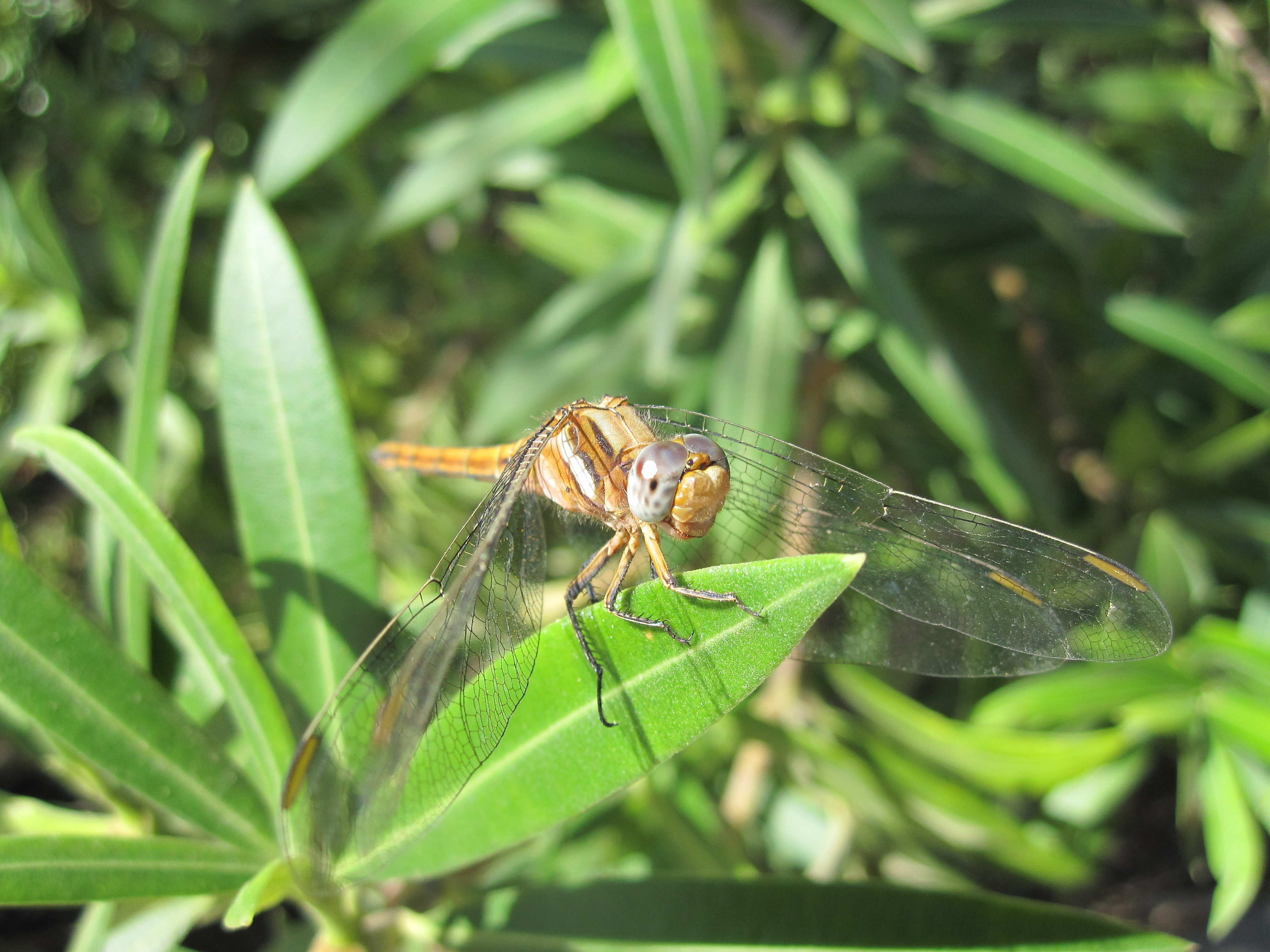
O. chrysostigma a les Illes Canàries
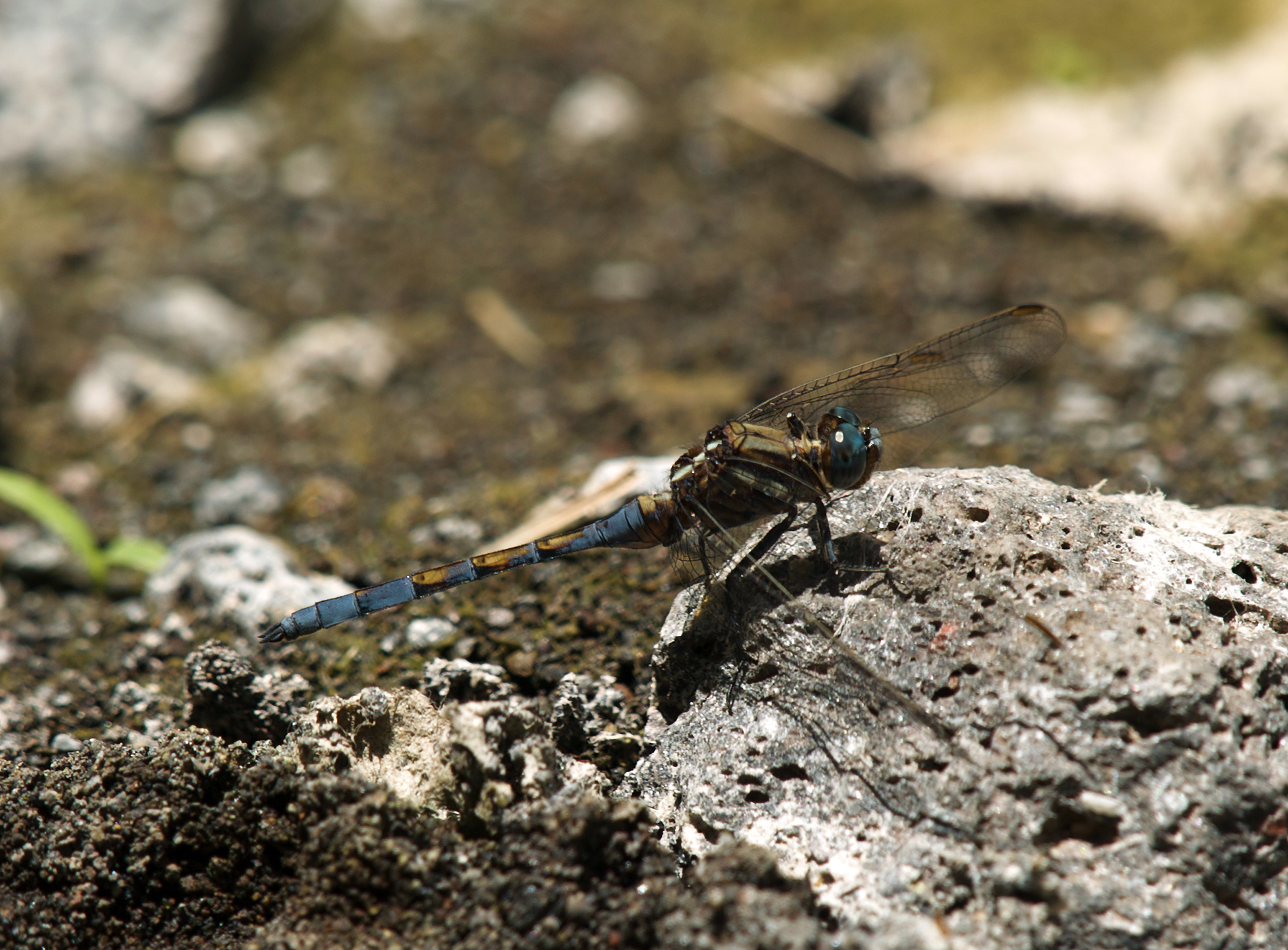
Mascle jove
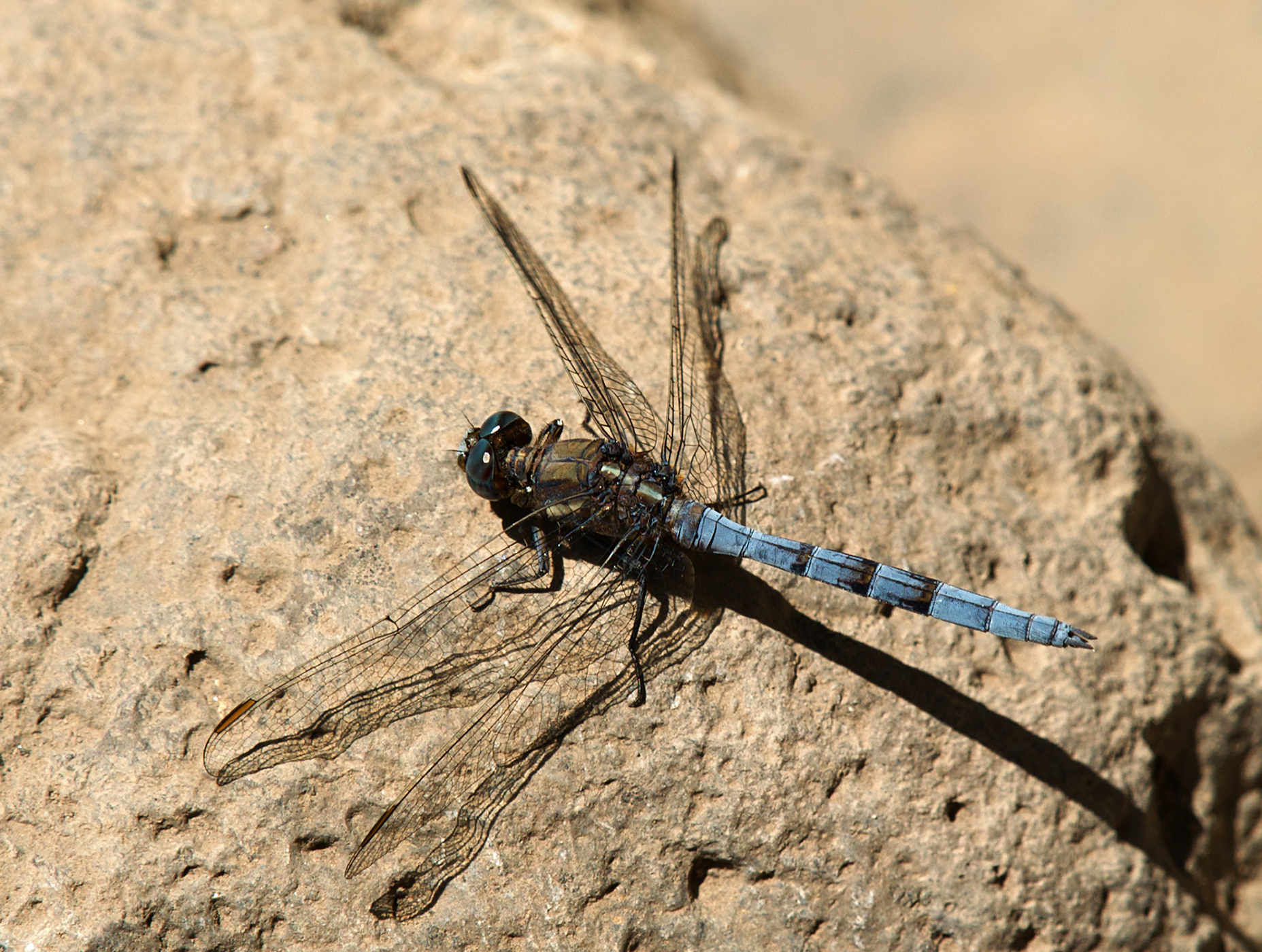
Mascle madur